# Ubaldo Maria Del Colle
Ubaldo Maria Del Colle (27 de junio de 1883 – 24 de agosto de 1958) fue un actor y director cinematográfico de nacionalidad italiana, activo en la época del cine mudo y que, a lo largo de su carrera entre 1911 y 1929, produjo más de un centenar de películas, saliendo brevemente de su retiro para dirigir Menzogna en 1952.

## Biografía
Nacido en Roma, Italia, inició su trayectoria artística en el teatro, trabajando en el año 1903 con la compañía Fumagalli-Franchini. Dos años después debutó en el cine como protagonista del primer film italiano proyectado en público, La presa di Roma, producido por el estudio Alberini & Santoni.  
Tras ello volvió al teatro, aunque siguió trabajando en el cine, con actuaciones en tres cortometrajes de Cines (entre ellos Otello, en 1906), dedicándose plenamente a la pantalla a partir de 1910, convirtiéndose en uno de los más prolíficos y conocidos actores y directores del cine mudo italiano.
En 1911 fue actor, director y guionista de varias películas rodadas por diversos estudios, entre ellos Pasquali Film, Savoia Film, Genova Film, Lombardo Film, Any Film y otros, destacando Giovanna d'Arco (1913), Mimì Fanfara (1920), I figli di nessuno (1921), y las cintas de la serie Raffles, entre todas ellas. Además fue productor, creando en Génova Riviera Films en 1913 (que produjo 4 filmes y pasó a ser Del Colle Film), y 1927 en Nápoles los estudios Napoletan Film (que únicamente rodó una cinta, Ridi, pagliaccio). 
Dejó el cine a finales de los años 1920, y en años sucesivos abrió una sala cinematográfica en Rapallo. Sin embargo, en 1951 retomó la actividad en el cine, trabajando como ayudante de dirección de Raffaello Matarazzo en el film I figli di nessuno, y en 1952 dirigió su última producción, Menzogna.
Ubaldo Maria Del Colle falleció en Roma, Italia, en 1958.

## Selección de su filmografía

### Actor
- La presa di Roma, de Filoteo Alberini (1905)
- Cuore e patria, de Gaston Velle (1906)
- Otello, de Mario Caserini (1906)
- Il fornaretto di Venezia, de Mario Caserini (1907)
- Sardanapalo, re dell'Assiria, de Giuseppe De Liguoro (1910)
- L'Odissea, de Francesco Bertolini y Giuseppe De Liguoro (1911)
- L'erede di Jago, de Alberto Carlo Lolli (1913)
- La redenzione di Raffles, de Luigi Mele (1914)
- Addio amore!, de Alberto Carlo Lolli (1916)
- L'aquila, de Mario Gargiulo (1917)
- Le mariage de Chiffon, de Alberto Carlo Lolli (1918)
- La grande marniera, de Gero Zambuto (1920)
- La sconosciuta, de Bianca Virginia Camagni (1921)
- Luna nuova, de Armando Fizzarotti y Mario Volpe (1925)
- Fenesta ca lucive, de Armando Fizzarotti y Mario Volpe (1926)

### Director
- La moglie del pittore (1911), también actor
- La prigione infuocata (1911), también actor
- Lo sfregio (1911), también actor
- La prigione infuocata (1911), también actor
- Il diamante azzurro (1911), también guionista
- Lo sfregio (1911), también actor
- L'uragano (1911), también actor
- Calvario (1911), también actor
- Una notte d'amore (1911), también actor
- Una pagina d'amore (1912)
- Sui gradini del trono (1912)
- L'assassinio di un'anima (1912), también actor
- Il carabiniere, codirigida con Ernesto Maria Pasquali (1912)
- I delitti della legge (1912)
- Vita tragica (1912), también actor
- La morsa (1912), también actor
- L'automobile in fiamme (1912), también actor
- Il giudice istruttore (1912), también actor
- L'incubo (1912)
- Satanella (1913), también actor
- Pro paupere infirmo, codirigida con Ernesto Maria Pasquali (1913)
- Il pane altrui (1913), también actor
- Il principe mendicante (1913)
- Bianco contro negro (1913)
- Il segreto (1913)
- La morte civile (1913)
- Giovanna d'Arco (1913)
- Il mistero di Jack Hilton (1913), también actor
- Jone o Gli ultimi giorni di Pompei, codirigida con Giovanni Enrico Vidali (1913)
- Ultimo anelito (1914)
- L'uomo inutile (1914)
- Margot (1914), también actor
- Il procuratore generale (1915), también actor
- Le due maschere (1915), también actor y guionista
- Cavalleria rusticana (1916), también actor
- Zingari, codirigida con Mario Gargiulo (1916), también actor
- Castigo (1917)
- Il ventre di Parigi (1917), también actor
- O sole mio (1917)
- Torna a Surriento (1919)
- Martino il trovatello, codirigida con Alberto Capozzi (1919)
- ...La bocca mi baciò tutto tremante (1919), también actor
- Marta Galla (1920), también actor y guionista
- Mimì Fanfara (1920), también actor y guionista
- Il re della forza (1920), también guionista
- La banda dei rossi (1920)
- Nigrus (1920), también actor
- I figli di nessuno (1921), también actor y guionista
- Il pugno del gigante (1921), también actor
- La pianista di Haynes (1921), también actor y guionista
- Lucia, Luci... (1922), también actor
- L'uomo della foresta (1922), también actor
- La leoparda ferita (1923), también actor
- Te lasso!... (1925), también actor
- Chiagno pe tte!... (1925), también actor
- Napule ca se ne và (1926), también actor
- O Marenariello (1927)
- La madonnina dei marinari (1928)
- ...Nun è Carmela mia! (1928), también actor
- Napule e Surriento (1929)
- Menzogna (1952), también guionista

### Productor
- Il romanzo di un ladro (1914), también director y actor
- Nostalgia (1915), también actor y director
- Lo spettro del sotterraneo (1915), también actor y director
- L'uomo dall'orecchio mozzato (1916), también actor y director
- Ridi, pagliaccio (1927)